# 17e groupe d'autos-mitrailleuses et autos-canons
Pour les articles homonymes, voir 17e groupe (unité militaire).
Le 17e groupe d'autos-mitrailleuses et autos-canons (ou 17e GAMAC), constitué en juillet 1915, est le dernier des groupes d'autos-mitrailleuses et autos-canons, petites unités d'artillerie légère mobile mises à disposition de l'armée française pendant la campagne contre l'Allemagne.

## Création, dénominations et affectations
Créé en juillet 1915 par le général Gallieni, gouverneur militaire de Paris, le 17e groupe d'autos-canons de la Marine est initialement affecté au Détachement des armées de Lorraine puis au 3e corps de cavalerie. Le 26 mai 1916, après avoir été dissous entant qu'unité de Marine et reconstitué comme unité de cavalerie, il passe à l'état-major de la 6e division de cavalerie puis à celui de la 2e division de cavalerie le 20 avril 1918. Il est transformé en 18e escadron d'autos-mitrailleuses de cavalerie (E.A.M.C.) le 1er novembre 1922.

## Historique des campagnes et batailles

### Campagne contre l'Allemagne
1915
- De début août au 6 novembre, participation à la DCA (Défense contre aéronefs) de la zone sud-ouest du camp retranché de Paris. Le groupe est positionné à Viroflay.
- 7 novembre, début du mouvement vers l'Est par un itinéraire insolite conduisant à Lunéville via Dijon, Neufchâteau et Nancy.
- Début décembre, prise de services aux tranchées à Arraye-et-Han.

1916
- Début février, changement du lieu de service aux tranchées. Transfert à Arracourt, forêt de Parroy, au N.E. de Lunéville.
- Du 1er au 4 mars, engagement ponctuel des blindés près de Badonviller puis bref reprise du service aux tranchées avant le retour à Boulogne-sur-Seine pour la dissolution du groupe Marine.
- Après la reconstitution du groupe sous forme de GAMAC fin avril, reprise des services aux tranchées jusqu'à la fin de l'année, en forêt de Parroy puis non loin de Baccarat à Badonviller.

1917
- De janvier à mai le 17e groupe subit plusieurs mouvements dans l'Est sans être engagé.
- De juin à septembre il est employé dans les tranchées dans divers secteurs à proximité de Reims (Berméricourt et ferme des Marquises), avant d'assurer une mission de DCA à partir de début octobre au nord d'Épernay.

1918
- Après les deux premiers mois en mission de DCA à Épernay et trois semaines de repos à Nogent-sur-Seine, le groupe enchaîne les actions AMAC : engagement à l'est de Roye le 5 mars, participation à la troisième Bataille des Flandres durant la deuxième quinzaine d'avril[1], Bataille de l'Ourcq en juin[2], Bataille de Montdidier en août.
- À partir du 29 septembre, le 2e corps de cavalerie et tous ses GAMAC (3e, 4e, 6e, 8e, 9e, 10e, 15e et 17e GAMAC) gagnent Roeselare (Roulers) pour être engagés dans la Bataille de la Lys et de l'Escaut.

« Le 31 octobre 1918, dans les Flandres [...] ayant, par une action violente, crevé la « croûte » de mitrailleuses par laquelle l'adversaire couvrait sa retraite, le 17e groupe, arrivant par surprise au château d'Herlegem, y capture une batterie de 77 complète, avec ses cadres et son personnel, deux pièces de 105 attelées, deux lance-bombes. Poursuivant son chemin, il s'empare à « De Biest » de deux minenwerfer et de soixante fantassins ou mitrailleurs. Continuant sa mission, le 1er novembre, avec le même mordant, le groupe entre le premier à Eyne, Devère et Audenarde, brisant sur sa route la résistance des nids de mitrailleuses, surprenant et dispersant des unités d'infanterie allemandes »

Il poursuit son action jusqu'au franchissement de l'Escaut le 11 novembre à 11 h.

### Après l'armistice en France
1918
- Deuxième quinzaine de novembre, le 17e groupe stationne en Belgique (Audenarde, Rumbeke), et à Cassel.
- En décembre, il stationne à Dangu (Oise) avec le 10e GAMAC son binôme du 2e corps de cavalerie.

1919
On ignore où se trouve le 17e groupe AMAC pendant l'année 1919, même lorsque le capitaine de Castelbajac en prend le commandement le 17 août.
1920
- Une nomination d'officier en juillet permet de savoir que le groupe est à l'instruction pour opérer prochainement au Levant.

### Au Levant
Le 17e groupe d'autos-mitrailleuses de cavalerie (AMC) est l'une des trois unités de ce type présentes dans cette région du Moyen-Orient dans l'après-guerre avec les 6e et 19e groupes d'AMC.
Affecté à l'armée du Levant début janvier 1921, le 17e groupe , dès son débarquement à Beyrouth, est mis à la disposition de la 2e division du Levant qu'il rejoint à Alexandrette. Ses trois sections opèrent séparément dans de nombreuses opérations qui exploitent au maximum les atouts de l'unité : mobilité, puissance de feu, compétence des officiers et des hommes. Cependant, le Nord-Liban, la Cilicie, l'Anatolie, le nord de la Syrie ne disposent que d'un réseau routier réduit. La poussière et le sable nuisent aussi bien à la santé des soldats qu'à la disponibilité des blindés. Les pannes des véhicules sont fréquentes. Les pièces détachées manquent.

Constamment en mouvement d'ouest en est entre la côte méditerranéenne et Deir ez-Zor, sur les rives de l'Euphrate, du nord au sud entre Killis et Beyrouth, les équipages des blindés du 17e Groupe AMC agissent au Liban et en Syrie en bons auxiliaires de terrain d'une politique qui les dépasse.

## Commandants du17egroupe
- Période Marine[5].
  - Lieutenant de vaisseau Charles de la Laurencie (juillet 1915 - avril 1916).
- Période Cavalerie[6]
  - Capitaine André Cournot (28 avril 1916 - 14 mars 1919).
  - Capitaine Arnaud de Castelbajac (17 août 1919 - 30 juin 1920).
  - Lieutenant puis capitaine (janvier 1921) Jean Baptiste Eblé (11 juillet 1920 - 22 mars 1922).
  - Capitaine Paul Joannis (26 avril 1921 - après 1922).

## Pertes du groupe en opérations
Le 17e groupe a participé comme les autres GAMAC au service des tranchées. Mais ses principales pertes sont concentrées dans quelques engagements qualifiés d'Action AMAC, pour signifier des opérations, offensives ou défensives, dans lesquelles il est fait principalement appel aux spécificités de ces unités mobiles composées de voitures blindées, bien armées en mitrailleuses et canons, servies par des personnels expérimentés et solidaires.
 
Parmi les décès du 17e GAMAC, seuls trois hommes ont pu être identifiés, dont deux en Syrie.
| Grade                      | Nom                       | Date de blessure/décès/disparition                                    | Circonstance |
| -------------------------- | ------------------------- | --------------------------------------------------------------------- | ------------ |
| Soldat                     | André Dietz-Monin         | Blessé en novembre 1914                                               | Action AMAC  |
| Quartier-maître mécanicien | Gaston Guesné             | Blessé le 12 mars 1916                                                | Tranchées    |
| Matelot                    | Valentin Héno             | Mort des suites de ses blessures le 31 mars 1916                      | Tranchées    |
| Soldat                     | Pierre Fontenay           | Blessé le 24 avril 1918                                               | Action AMAC  |
| Soldat                     | Alexandre Poincheval      | Blessé le 24 avril 1918                                               | Action AMAC  |
| Lieutenant                 | Robert d'Hauteville       | Blessé le 14 juin 1920                                                | Accident     |
| Maréchal-des-logis         | Jean Guyon de Montlivault | Tué le 23 mai 1922 à Hassetché (Syrie).                               | Action AMAC  |
| Lieutenant                 | André Bouxin              | Tué le 21 juillet 1922 dans la région de Deraa, près de Damas (Syrie) | Action AMAC  |

## Distinctions et décorations
Le 17e groupe d’autos-mitrailleuses est cité à l’ordre de l’armée le 27 novembre 1918 :

« 17e groupe A.C.M., groupe animé de l’esprit offensif le plus ardent. Le 31 octobre et le 1er novembre 1918, sous le commandement du capitaine Cournot a appuyé la progression de l’infanterie en se portant dans les lignes ennemies et en brisant la résistance d’un grand nombre de mitrailleuses, prenant une part des plus glorieuses au succès de ces journées,. »

## Personnalités ayant servi au sein du groupe
- Arnaud de Castelbajac, saint-cyrien, capitaine de cavalerie, champion de tir sportif, compétiteur des 6e jeux olympiques de 1924, à Paris.
- André Dietz-Monnin, petit-fils de Charles Dietz-Monnin, député, sénateur, président de la Chambre de commerce et d'industrie de Paris.

## Matériels
Dès sa constitution, le 17e groupe d'autos-canons de la Marine dispose de quatre autos-mitrailleuses Renault blindées modèle 1915 et de six autos-canons Peugeot blindés modèle 1915. Ces modèles restent en service jusqu'en avril 1919. Mieux doté que les autres groupes de Marine, il bénéficie de deux voitures de liaison et de trois camions de ravitaillement. 

Dès son rattachement à l'armée du Levant en formation à Saint-Germain-en-Laye en juillet 1920, le 17e GAMAC reçoit neuf blindés autos-mitrailleuses-canons de Ségur-Lorfeuvre sur châssis White TBC permettant de constituer trois sections.